# Меню де Мениль, Фелисьен
Фелисье́н Меню́ де Мени́ль (фр. Félicien Menu de Ménil; 16 июля 1860 — 28 марта 1930) — французский композитор и энтузиаст языка эсперанто. Наиболее известен как автор неофициального гимна эсперанто-движения, написанного на стихотворение Л. Заменгофа «Надежда».
В числе прочих сочинений — комическая опера «La Janelière» (1894), оперетта «Gosses» (1901), балеты «Divertissement oriental» (1902) и «A la Ducasse» (1902).